# Tempel van Matidia
De Tempel van Matidia (Latijn: Templum Matidiae) was een Romeinse tempel, gewijd aan de vergoddelijkte keizerin Matidia in het oude Rome.
Matidia was een nichtje van keizer Trajanus, die haar als zijn eigen dochter behandelde. Toen haar moeder Marciana rond 112 stierf, nam Matidia de titel augusta over. Haar dochter Vibia Sabina werd in 100 aan de latere keizer Hadrianus uitgehuwelijkt. Hadrianus was bijzonder op zijn schoonmoeder Matidia gesteld en liet haar na haar dood in 119 vergoddelijken. Direct daarna werd gestart met de bouw van haar tempel.
De Tempel van Matidia stond op het Marsveld, vlak bij het door Hadrianus herbouwde Pantheon en de gerestaureerde Saepta Julia. De exacte locatie van de tempel kon worden bepaald, nadat in de buurt van de Sant'Ignazio een loden waterpijp werd gevonden, met de inscriptie templo matidiae. Na Hadrianus' dood werd ook hij vergoddelijkt en kreeg zijn tempel direct naast die van Matidia.
De tempel staat afgebeeld op een munt met de tekst Divae Matidiae socrui, die Hadrianus in 120 liet uitbrengen. Het bouwwerk staat afgebeeld als een kleine tempel omgeven door een colonnade. In de tempel staat een gekroond figuur en aan beide zijdes van de gevel een standbeeld op een sokkel. Afbeeldingen op munten staan er echter bekend om dat ze eerder schematisch dan realistisch zijn, maar aangenomen wordt dat de tempel inderdaad binnen een grote porticus heeft gestaan.
Giovanni Battista Piranesi tekende in de 18e eeuw de restanten van een antieke tempel, bestaande uit zeven zuilen, waarvan vijf nog bekroond worden door kapiteel in de korinthische orde. Hij beschrijft het gebouw als een tempel van Juturna, maar die is in dit deel van het Marsveld verder onbekend. Omdat deze tekening tussen die van de Tempel van Hadrianus en het Pantheon staat, wordt aangenomen dat Piranesi de restanten van de Tempel van Matidia heeft opgetekend, die later werden overbouwd. Een gebouw op een fragment van de Forma Urbis Romae is met grote waarschijnlijkheid geïdentificeerd als de Tempel van Matidia. Hierop staat de tempel afgebeeld als een octostyl peripteros, met acht zuilen aan de voor- en achterzijden en dertien aan de lange zijden, omgeven door een grote porticus. Het gehele complex was waarschijnlijk 100 bij 65 meter groot. Dit komt overeen met het grondplan en de afmetingen van de naastgelegen Tempel van Hadrianus.
Aan de Vicolo della Spada zijn restanten te zien van een muur van de tempel en de marmeren voet van een zuil. Deze voet is 1,7 meter breed, reden waarom wordt aangenomen dat de zuilen minsten 17 meter hoog moeten zijn geweest. Twee andere zuilen werden ooit ingebouwd in de muur van het gebouw ten westen van de Vicolo en zijn niet meer zichtbaar.

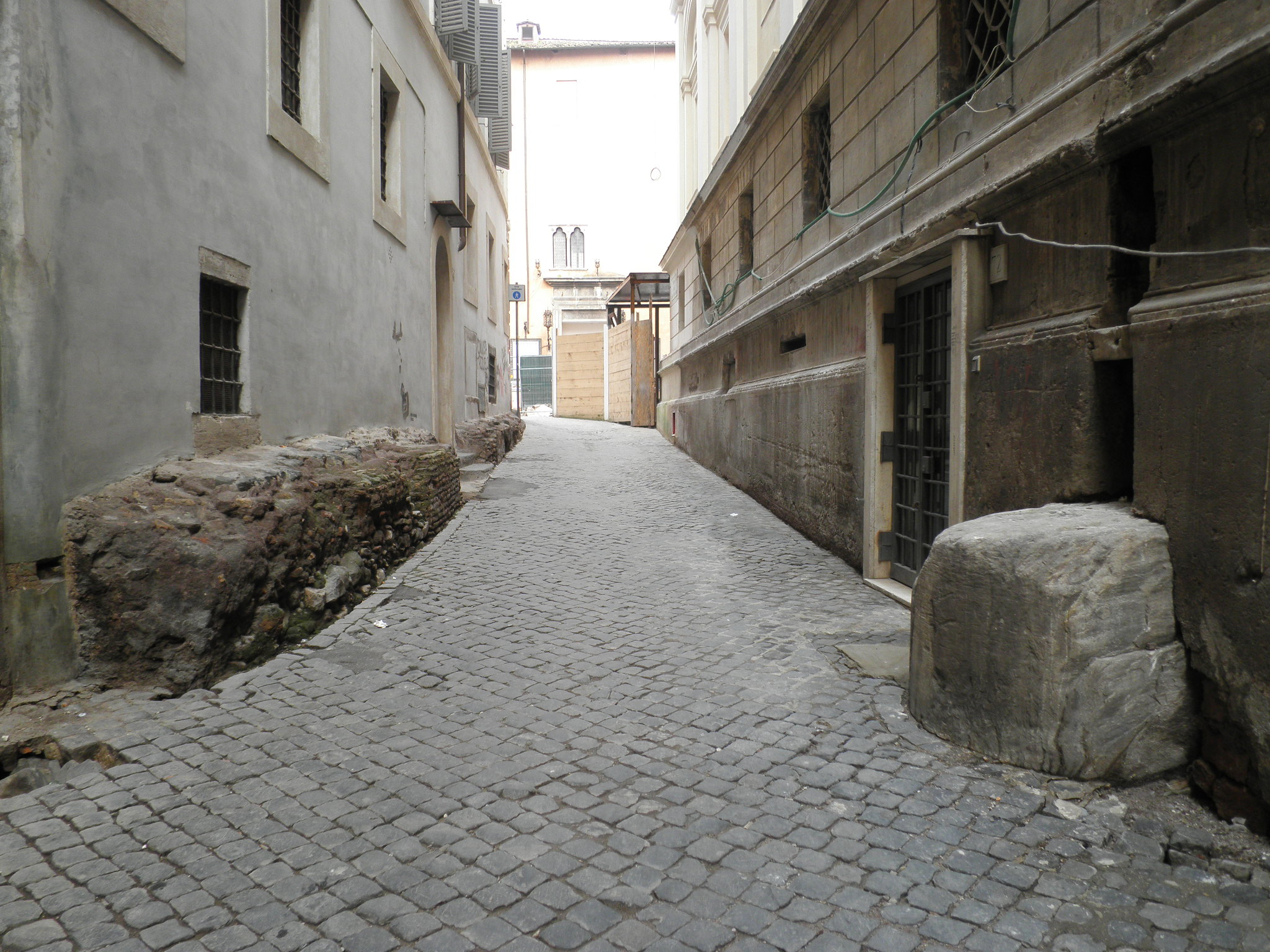
Restanten van de Tempel van Matidia aan de Vicolo della Spada

## Bron
- L. Richardson, jr, A New Topographical Dictionary of Ancient Rome, Baltimore - London 1992. pp.246-247 ISBN 0801843006
- F. Coarelli, Rome and environs - an archeological guide, Berkeley 2007. pp.291-292 ISBN 9780520079618